# Benthamia idahoensis
Benthamia idahoensis là loài thực vật có hoa trong họ Mồ hôi. Loài này được (M.E. Jones) Druce mô tả khoa học đầu tiên năm 1916.